# Временное правительство (Бельгия)

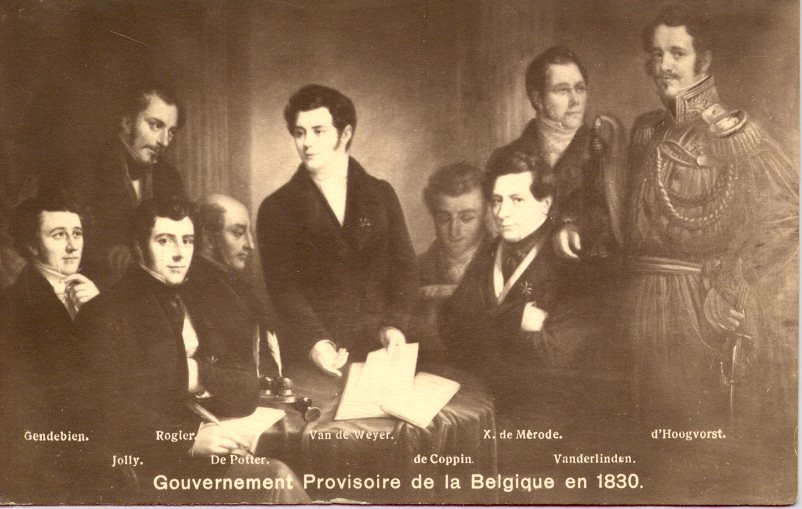
Состав Временного правительства

Временное правительство Бельгии (нидерл. Voorlopig Bewind; фр. Gouvernement provisoire) — это революционный комитет, состоящий в основном из знати, который был создан во время Бельгийской революции 24 сентября 1830 года в здании Брюссельской ратуши под названием «Административная комиссия».

## История
26 сентября Административная комиссия приняла название Временного правительства, и через два дня, 28 сентября, она учредила свой Центральный комитет. 4 октября 1830 года Центральный комитет провозгласил независимость «провинций Бельгии». После этого Центральный комитет всё чаще стал именоваться Временным правительством. Помимо ЦК, существовали также специальные комитеты: военный, внутренних дел, финансовый, юстиции, общественной безопасности и дипломатический.
До созыва Учредительного собрания 10 ноября Временное правительство совмещало в себе и исполнительную власть, и законодательную. 12 ноября оно передало всю свою власть Учредительному собранию, которое, однако, решило оставить исполнительную власть за правительством. Временное правительство было распущено 25 февраля 1831 года после того, как Учредительное собрание назначило Сюрлэ де Шокье регентом.

## Состав
| Портрет | Имя (годы жизни) | Полномочия       | Полномочия      | Пр.           |
| Портрет | Имя (годы жизни) | Начало           | Окончание       | Пр.           |
| ------- | --- | ---------------- | --------------- | ------------- |
|         | Андре-Эдуар Жолли (1799—1883) фр. André-Edouard Jolly                                                                                             | 24 сентября 1830 | 25 февраля 1831 | [ 2 ] [ 3 ]   |
|         | барон Фёйиен-Шарль-Мари-Жозеф де Коппен де Фалаэн (1800—1887) фр. Feuillien-Charles-Marie-Joseph de Coppin de Falaën                              | 24 сентября 1830 | 25 февраля 1831 | [ 4 ] [ 5 ]   |
|         | Йозеф ван дер Линден (1798—1877) нидерл. Joseph Van der Linden                                                                                    | 24 сентября 1830 | 25 февраля 1831 | [ 6 ]         |
|         | барон Эмманейл-Констант-Приме-Гислайн ван дер Линден д’Хогхворст (1781—1866) нидерл. Emmanuel-Constant-Prime-Ghislain van der Linden d'Hooghvorst | 24 сентября 1830 | 12 ноября 1830  | [ 7 ]         |
|         | Жозеф-Тьери Николе (1798—1842) фр. Joseph-Thiéry Nicolay                                                                                          | 25 сентября 1830 | 10 октября 1830 | [ 8 ]         |
|         | Шарль-Латур Рожье (1800—1885) фр. Charles Latour Rogier                                                                                           | 25 сентября 1830 | 25 февраля 1831 | [ 9 ] [ 10 ]  |
|         | граф Филипп-Феликс-Бальтазар-Отто-Гислен де Мерод (1791—1857) фр. Philippe-Félix-Balthazar-Otho-Ghislain de Merode                                | 26 сентября 1830 | 25 февраля 1831 | [ 11 ]        |
|         | Александр-Жозеф-Селестен Жандебьен (1789—1869) фр. Alexandre Joseph Célestin Gendebien                                                            | 26 сентября 1830 | 25 февраля 1831 | [ 12 ]        |
|         | Жан-Сильвен ван де Вейер (1802—1874) фр. Jean-Sylvain Van de Weyer                                                                                | 26 сентября 1830 | 25 февраля 1831 | [ 13 ]        |
|         | Луи-Жозеф-Антуан де Поттер (1786—1859) фр. Louis Joseph Antoine de Potter                                                                         | 28 сентября 1830 | 13 ноября 1830  | [ 14 ] [ 15 ] |